# Рацинови сусрети
Рацинови сусрети (мкд. Рацинови средби) међународна је књижевна манифестација која се традиционално одржава у граду Велесу (Северна Македонија) од 1964. године. Манифестација је посвећена стваралаштву песника са Балкана. Поред представљања песничког стваралаштва у оквиру Рацинових сусрета одржавају се и научни скупови посвећени животу и делу Коча Рацина.
На манифестацији се традиционално додељује Рациново признање, награда за најуспешније књижевно остварење између две манифестације, односно од јуна до маја наредне године. Уз Рациново признање традиционално се додељује и Почасно Рациново признање, награда која се додељује за афирмацију и промоцију македонског језика, књижевности и културе у иностранству. Награђени аутор добија статуету Коче Рацина коју је израдио вајар Томе Серафимовски.
Сваке године манифестација је обогаћена разним садржајима као што су наступи музичких уметника, изложбе, сајмови књига. У њима учествују музичари и групе из Македоније и околних држава.

## Историја
Манифестација Рацинови сусрети установљена је 1964. године у част једног од највећих македонских песника, Коча Рацина. Одржава се у његовом родном граду Велесу, током јуна месеца, као знак сећања на 13. јун 1943. године, када је песник трагично настрадао.